# Kz 8 cm GrW 42
El Kurzer 8 cm Granatwerfer 42 (Kz 8 cm GrW 42) era un mortero alemán empleado durante la Segunda Guerra Mundial.

## Historia y desarrollo
Fue desarrollado como una versión aligerada con cañón corto del mortero medio 8 cm Granatwerfer 34, para su uso por los Fallschirmjäger, pero reemplazó al ineficaz 5 cm Granatwerfer 36 cuando las desventajas del arma fueron evidentes. El Kz 8 cm GrW 42 disparaba un proyectil tres veces y medio más pesado y al doble de distancia que el mortero más pequeño, pero era el doble de pesado que su predecesor. Se desarmaba en tres partes (cañón de ánima lisa, bípode y placa base) para su transporte.
Algunos morteros estaban provistos con un mecanismo de disparo accionado mediante un acollador, para su empleo como armas a control remoto. Era conocido como Stummelwerfer (Lanzatocones, en alemán).